# Мартін Петров
Мартін Петев Петров (болг. Мартин Петьов Петров; нар. 15 січня 1979, Враца) — колишній болгарський футболіст, який виступав на позиції півзахисника. 

## Біографія
Мартін Петров з десяти років займався в школі Ботєв (Враца) у тренера Ангела Ценова. У «Ботєві» він у 16 років почав кар'єру професійного футболіста, і після успішного сезону в рідному клубі перейшов у софійський «ЦСКА». У складі армійського клубу добре проявив себе в матчах Кубка УЄФА проти швейцарського «Серветта», і наступного літа швейцарський клуб викупив контракт 19-річного Петрова за 1,2 мільйона німецьких марок.
Незабаром Мартін перейшов у німецький «Вольфсбурґ». У сезоні 2004/05 зайняв четверте місце в Бундеслізі за системою гол + пас (12+14) влітку того ж року був проданий за 10 мільйонів євро в мадридський «Атлетіко». У липні 2007 року за 7 мільйонів євро перейшов до «Манчестер Сіті» і підписав з «городянами» трирічний контракт. 
З перших своїх матчів Петров став помітним гравцем в Англійській Прем'єр-лізі, забив у своєму першому сезоні 5 голів і віддав вісім гольових передач.

## Кар'єра в збірній
Грав за юнацьку збірну Болгарії. 
У червні 1999 року Петров дебютував у збірній країни у відбірному матчі Євро-2000 проти Англії і вже через 8 хвилин після виходу на заміну був видалений з поля. 
На чемпіонаті Європи-2004 він був одним з ключових гравців збірної, зіграв у всіх трьох матчах і забив єдиний гол збірної на цьому турнірі. 
2 вересня 2006 два голи Петрова на останніх хвилинах матчу з румунами дозволили Болгарії піти від поразки. У цьому ж відбірковому циклі він забив ще 2 голи (Словенії та Нідерландам) і за підсумками 2006 року був визнаний найкращим футболістом Болгарії.

## Досягнення
- Чемпіон Болгарії: 1997
- Володар кубка Болгарії: 1997
- Чемпіон Швейцарії: 1999
- Володар  Кубка Швейцарії: 2001
- Найкращий футболіст Болгарії: 2006
- Найкращий футболіст «Вольфсбурга»: 2005